# Monique Baujard
Pour les articles homonymes, voir Baujard.
Monique Baujard (née à Bois-le-Duc le 10 janvier 1957) est une avocate et théologienne franco-néerlandaise.

## Biographie
Née aux Pays-Bas, elle arrive en France en 1975, y fait ses études de droit et devient avocate. En 1983, elle s'inscrit au barreau de Paris et exerce son activité pendant dix ans. En 1999, elle est appelée à la Conférence des évêques de France (CEF) par Stanislas Lalanne où elle exerce différentes fonctions.  
En avril 2009, elle est nommée secrétaire générale du Service Famille et société de la CEF. Sa nomination est d'autant plus remarquée qu'elle est la première femme à occuper ce poste. Son mandat de trois ans est renouvelé en 2012. Ce second mandat est marqué par les débats houleux autour du mariage pour tous. Elle est remplacée à ce poste par Marie-Laure Dénès en avril 2015.  
À la suite de ce mandat, elle continue de s'impliquer pour la transformation de l’Église catholique en France. Elle est notamment l'une des fondatrices du collectif Promesses d’Église, dans le comité de pilotage duquel elle siège. 
En 2020, elle est élue président des « Amis de La Vie ». 

## Publications
- L’Évangile, c'est pour aujourd'hui : entretien avec Dominique Quinio, Montrouge, Bayard, 2015, 164 p[6].
- avec Geneviève Comeau, Joëlle Ferry, Thérèse de Villette et Agata Zielinksi, J'écouterai leur cri : cinq regards de femmes sur la crise des abus, Paris, Éditions de l'Emmanuel, 2022, 700 p[7].